# Servius Cornelius Cossus
Pour les articles homonymes, voir Cornelius Cossus.
Servius Cornelius Cossus est un homme politique de la République romaine, peut-être tribun consulaire en 434 av. J.-C.

## Famille
Il est membre des Cornelii Cossi, branche de la gens Cornelia. Il pourrait être le fils d'un Marcus Cornelius et le frère de Publius Cornelius Rutilus Cossus, dictateur en 408 av. J.-C., et d'Aulus Cornelius Cossus, consul en 428 av. J.-C.

## Biographie

### Tribunat consulaire (434)
Il n'est pas bien établi quel type de magistrats sont élus pour l'année 434 av. J.-C. Tite-Live, qui se base sur un passage de Licinius Macer, donne les noms de deux consuls, les mêmes que l'année précédente, ce qui paraît assez peu probable. Il avance deux autres noms qu'on retrouve chez Diodore de Sicile. Ce dernier ajoute un troisième nom, cité également par le Chronographe de 354, ce qui permet de penser que ce sont en fait des tribuns militaires à pouvoir consulaire qui sont élus cette année-là.
Selon cette dernière hypothèse, les tribuns consulaires pour 434 av. J.-C. sont Servius Cornelius Cossus, Marcus Manlius Capitolinus et Quintus Sulpicius Camerinus.
Durant leur mandat, les tribuns consulaires nomment un dictateur, Mamercus Aemilius Mamercinus, pour faire face à la menace d'une attaque combinée des forces de Faléries et d'Étrurie. Cette même année, le dictateur fait passer une loi limitant le mandat des censeurs à un an et demi.